# Jacques Vandangeon
Jacques Vandangeon, surnommé Jacques le Sabreur, né le 14 août 1769 à Yzernay (Maine-et-Loire) et mort le 27 décembre 1849 dans la même commune, est un combattant français des armées vendéennes pendant les guerres de Vendée, l'insurrection des royalistes contre la République durant la Révolution française.

## Biographie
Fils de Jacques Vandangeon, marchand drapier au bourg d'Yzernay, et de Marie Bouchet, Jacques Vandangeon est l'un des premiers à se soulever contre l'autorité républicaine dès la mi-mars 1793. Choisi comme capitaine de sa paroisse, il rallie presque aussitôt les bandes de soldats-paysans de Cathelineau et participe avec lui aux campagnes de 1793 de l'armée catholique et royale d'Anjou et du Haut-Poitou, l'une des trois armées composant l'armée catholique et royale de Vendée. Il combat notamment à la deuxième bataille de Fontenay-le-Comte (25 mai) au cours de laquelle il se fait remarquer par sa bravoure en libérant les prisonniers vendéens et en partant à la poursuite du fameux canon, la Marie-Jeanne. C'est lors de cette bataille qu'il reçoit le surnom de Jacques le Sabreur. Il est présent lors des batailles de Saumur (9 juin), de Nantes (29 juin), de Luçon (14 août), du Pont-Barré (20 septembre), ou de Cholet (17 octobre).
Entraîné dans la Virée de Galerne, entre octobre et décembre 1793, il fait partie de l'escadron de cavaliers vendéens commandé par Forestier qui, le 13 novembre, réussit un raid sur Le Mont-Saint-Michel, permettant de délivrer 300 prêtres réfractaires dont une soixantaine acceptent de suivre les Vendéens. Il survit au désastre de Savenay, qui voit l'anéantissement de l'armée catholique et royale le 23 décembre.
Il s'engage ensuite dans la Marine, mais déserte en 1797. Il rentre alors dans son village, où il s'installe comme boulanger. Il reprend les armes en 1799 lors de troisième Guerre de Vendée, puis participe également aux combats de la Quatrième Guerre de Vendée en 1815.
Avec la Restauration, il se réjouit du retour des Bourbons, et passe ses dernières années dans son village d'Yzernay, où il meurt en 1849. Il a été inhumé dans une chapelle aujourd'hui disparue. Ses restes se trouvent depuis 1933 dans la chapelle de la Musse, construite en 1867 par l'abbé Joseph Chiron, l'un de ses neveux, sur les terres de la ferme familiale. Une rue de son village natal porte son nom.

### Ouvrage biographique
- Jacques Hy, Guerre de Vendée, Jacques le Sabreur : 1769-1849, les éditions du Choletais, 1986, 176 p.

### Ouvrages généraux
- Jacques Crétineau-Joly, Histoire de la Vendée militaire - Volume 1 - Page 303, 1865
- Félix Deniau, Histoire de la Vendée, d'après des documents nouveaux et inédits, Lachèse et Dolbeau, 1878
- Marie-Louise-Victoire La Rochejaquelein (marquise de), Mémoires - 1889 (réédition, André Sarazin - 1984)
- G. Lenôtre, Tragic episodes of the French revolution in Brittany: with unpublished documents, D. Nutt, 1912
- La Revue du Bas-Poitou et des Provinces de l'Ouest - Volume 12 - 1899, Page 355
- Jean Silve de Ventavon, Jacques Cathelineau: premier généralissime de l'armée catholique in L'Anjou historique - Volume 46, Numéro 221, Page 187 - Volume 50, Numéro 237 - Page 136
- G. Lenôtre, Les noyades de Nantes, Nabu Press, 2011